# 4558 Janesick
4558 Janesick este un asteroid descoperit pe 12 iulie 1988 de Alain Maury și Jean Mueller.